# 농장 특강 미라클 푸드
《농장 특강 미라클 푸드》는 JTBC의 교양 프로그램이다. 생활 습관과 먹을거리를 바꿔 건강의 비결을 찾는 특강 프로그램이다.